# Lara Taveirne
Lara Taveirne (Brugge, 1983) is een Vlaamse schrijfster en regisseur.

## Biografie
Lara Taveirne behaalde haar diploma Germaanse Talen aan de Universiteit Gent met een scriptie rond het thema liefdesverdriet. Daarnaast studeerde ze toneel aan het Conservatorium Gent.  
Sinds 2005 bouwde ze een carrière uit als theatermaakster, waarbij haar focus vooral ligt op het schrijven en regisseren van voorstellingen voor kinderen en jongeren. Voor haar is taal het uitgelezen middel om herinneringen opnieuw tot leven te wekken – een manier om het verleden tastbaar te maken en vast te houden. Die benadering blijft ook zichtbaar in haar latere werk als romanschrijfster. Dat komt bijvoorbeeld tot uiting in Davina sans compromis (2007), een productie van het Brugse kunstencentrum De Werf, waarin een jong meisje haar verhaal doet over een diepgewortelde ‘erfenis’ die haar leven tekent. Ook in Mijn leven in zwart-wit (2007-2008) staat het geheugen centraal, net als in Tourne Sol! (2010), haar tweede samenwerking met De Werf. In Moedervlek (2012) focust ze op een groot gezin van elf kinderen, die wel dezelfde moeder delen, maar elk een andere vader hebben. Daarnaast was ze ook gedurende meerdere jaren actief als begeleider van jongeren in theaterworkshops, georganiseerd in samenwerking met De Werf en Het Entrepot.  
In 2014 koos ze voluit voor het schrijverschap. Haar debuutroman De kinderen van Calais verscheen datzelfde jaar en werd bekroond met de Debuutprijs. Sindsdien publiceerde ze vijf romans. Haar meest recente werk, Wolf, vertelt het aangrijpende verhaal van haar broer die in 2012 spoorloos verdween. 
Taveirne is moeder van twee kinderen. Ze doceert schrijven aan het Koninklijk Conservatorium Antwerpen, en geeft daarnaast theaterles aan het DKO in het Conservatorium Brugge. Ze is vaste begeleider van het Slow Writing Lab in Amsterdam. Daarnaast schrijft ze ook columns (Charlie Magazine, Grappa, De Standaard Avond en Inzoemen, het magazine van de Openbare Bibliotheek Brugge) en artikels (Standaard der Letteren, Knack en Dietsche Warande en Belfort) en is ze actief als presentator en tekstcoach.
Sinds september 2023 is ze met Marieke De Maré stadsschrijver van Brugge. Samen organiseren ze schrijfateliers onder de naam De Avonden om de persoonlijke verhalen te verzamelen die verborgen zijn achter alledaagse gevels.

## Werken
- De kinderen van Calais (2014, debuut)
- Hotel zonder sterren (2015)
- De leraar die mijn leven veranderde, als co-auteur (2016)
- Kerkhofblommenstraat (2018)
- De afstand, 24 Vlaamse auteurs schrijven brieven in coronatijd, als co-auteur (2020)
- Pluto (2021)
- Wolf (2024)
- Het glinstert (2025), samen met Marieke De Maré

## Bekroningen en nominaties
- 2014 - Nominatie De Bronzen Uil voor voor De kinderen van Calais
- 2015 - Debuutprijs voor De kinderen van Calais[2]
- 2023 - Longlist literatuurprijs de Boon voor Pluto[3]
- 2025 - Longlist Libris Literatuur Prijs voor Wolf

## Theater (tekst en regie)
- 2005: Dappere kleine soldatenvrouw
- 2006: Prince Fourré
- 2007: Davina sans compromis (De Werf).
- 2008: Mijn leven in zwart-wit, een dramaturgische rondleiding langs verdwenen cinema’s in Brugge in opdracht van Erfgoedcel Brugge.
- 2010: Tourne sol! (De Werf). Met bijkomende voorstellingen in Gent en Antwerpen.
- 2010: MeDeA, schoolvoorstelling
- 2012: Moedervlek, Toneelkring Sint-Rembert
- 2013: Stella Maris, schoolvoorstelling
- 2014: Kerkhofblommenstraat, Toneelkring Sint-Rembert, geselecteerd voor het landjuweelfestival
- 2017: Meisjes van Krijt (Kopergieterij), theaterversie van haar debuut De Kinderen van Calais, samen met Anna Vercammen en Dominique Collet
- 2019: Tekstcoach Zwins (het Eenzame Westen, regie Tom Ternest)
- 2022: Vloedschrijver voor de voorstelling TESTEREP tijdens TAZ (Oostende)
- 2024: Tekstcoach Grysde (het Eenzame Westen, regie Tom Ternest)

## Projecten
- 2008 - Mijn leven in zwart-wit, een dramaturgische rondleiding langs verdwenen cinema’s in Brugge in opdracht van Erfgoedcel Brugge.
- 2020 - Dead Ladies Show, met een bijdrage over Frederike ten Harmsen van der Beek en een thema-avond over Patricia Lasoen (2023)
- 2022 - Leeuwentuin, kortverhaal geschreven en ingesproken voor Musea Brugge
- 2023 - Bloemlezing met poëzie van Patricia Lasoen (in opdracht van het cultuurcentrum Brugge)
- 2024 - Voor het Badengebouw in Zeebrugge schreef ze een sportgedicht[4]

## Trivia
Op haar dertiende stond ze op de planken in JaJaJa, een jongerenproductie van Rik De Jonghe in De Werf, geïnspireerd op Macbeth.
De kinderen van Calais is vrijelijk gebaseerd op een gebeurtenis uit januari 2005: twee meisjes van 14, Clémence en Noémie, sprongen toen van de rotsen in Calais.
Dertien jaar lang woonde ze met haar gezin in een afgelegen, vervallen sluiswachtershuisje – met een lek dak en zonder drinkbaar water. Dat huis kreeg een hoofdrol in de roman Pluto.
In 2018 kreeg Lara Taveirne in Brugge een jaar lang een plein met haar naam, het Lara Taveirneplein.

## Externe Links
Officiële website Brugse stadsschrijvers:
- Gemeinsame Normdatei: 1053810105
- International Standard Name Identifier: 0000 0004 3657 8250
- Library of Congress Control Number: n2019009996
- Nederlandse Thesaurus van Auteursnamen: 375873902
- Virtual International Authority File: 310508505
- WorldCat: E39PBJvmHDVkW94MkG34HV6xjC